# Football Club de Sion 2021-2022
Questa voce raccoglie le informazioni riguardanti il Football Club de Sion nelle competizioni ufficiali della stagione 2021-2022.

## Stagione
Nella stagione 2021-2022 il Sion, allenato da Marco Walker e Paolo Tramezzani, concluse il campionato di Super League al 7º posto. In Coppa Svizzera il Sion fu eliminato al secondo turno dallo Stade Lausanne-Ouchy.

## Rosa
| N. |                           | Ruolo | Calciatore           |
| -- | ------------------------- | ----- | -------------------- |
| 1  | RD del Congo (bandiera)   | P     | Timothy Fayulu       |
| 2  | Svizzera (bandiera)       | D     | Joël Schmied         |
| 4  | Kosovo (bandiera)         | D     | Arian Kabashi        |
| 5  | Svizzera (bandiera)       | D     | Jan Bamert           |
| 6  | Spagna (bandiera)         | C     | José Aguilar         |
| 7  | Svizzera (bandiera)       | C     | Luca Zuffi           |
| 8  | Brasile (bandiera)        | C     | Batata               |
| 9  | Capo Verde (bandiera)     | A     | Vagner Gonçalves     |
| 10 | Brasile (bandiera)        | C     | Adryan               |
| 11 | Svizzera (bandiera)       | A     | Gaëtan Karlen        |
| 12 | Grecia (bandiera)         | P     | Alexandros Safarikas |
| 13 | Costa d'Avorio (bandiera) | A     | Giovanni Sio         |
| 14 | Svizzera (bandiera)       | C     | Anto Grgić           |
| 17 | Svizzera (bandiera)       | A     | Filip Stojilković    |
| 18 | Svizzera (bandiera)       | P     | Kevin Fickentscher   |
| 19 | Francia (bandiera)        | C     | Abdul Kader Keïta    |
| 20 | Svizzera (bandiera)       | C     | Musa Araz            |
| 21 | Svizzera (bandiera)       | D     | Dennis Iapichino     |
| 22 | Guinea-Bissau (bandiera)  | A     | Mauro Rodrigues      |

| N. |                           | Ruolo | Calciatore          |
| -- | ------------------------- | ----- | ------------------- |
| 23 | Svizzera (bandiera)       | C     | Matteo Tosetti      |
| 25 | Svizzera (bandiera)       | A     | Théo Berdayes       |
| 26 | Costa d'Avorio (bandiera) | C     | Serey Dié           |
| 27 | Croazia (bandiera)        | D     | Ivan Martić         |
| 28 | Svizzera (bandiera)       | D     | Gaetano Berardi     |
| 32 | Svizzera (bandiera)       | D     | Loris Benito        |
| 33 | Svizzera (bandiera)       | A     | Kevin Bua           |
| 34 | Senegal (bandiera)        | D     | Birama Ndoye        |
| 39 | Guadalupa (bandiera)      | D     | Nathanaël Saintini  |
| 52 | Brasile (bandiera)        | C     | Wesley              |
| 70 | Brasile (bandiera)        | D     | Marquinhos Cipriano |
| 71 | Svizzera (bandiera)       | D     | Gilles Richard      |
| 72 | Svizzera (bandiera)       | C     | Siyar Doldur        |
| 76 | Brasile (bandiera)        | A     | Itaitinga           |
| 77 | Svizzera (bandiera)       | D     | Sandro Theler       |
| 92 | Svizzera (bandiera)       | A     | Andrin Gloor        |
| 97 | Guadalupa (bandiera)      | D     | Dimitri Cavaré      |
| 99 | Francia (bandiera)        | A     | Guillaume Hoarau    |
|    | Brasile (bandiera)        | A     | Patrick Luan        |

## Organigramma societario
Area tecnica
- Allenatore: Paolo Tramezzani
- Allenatore in seconda: Amar Boumilat, Sinval
- Preparatore dei portieri: Pierre De Kalbermatten
- Preparatori atletici: Mattia Garrone

## Calciomercato

### Sessione estiva
| Acquisti | Acquisti             | Acquisti            | Acquisti |
| R.       | Nome                 | da                  | Modalità |
| -------- | -------------------- | ------------------- | -------- |
| C        | Abdul Kader Keïta    | Westerlo            |          |
| A        | Vagner Gonçalves     | Metz                |          |
| D        | Joël Schmied         | Vaduz               |          |
| D        | Marquinhos Cipriano  | Šachtar             |          |
| A        | Kevin Bua            | Leganés             |          |
| C        | Adryan               | Avaí                |          |
| C        | André Edgar          | Xamax Neuchâtel     |          |
| A        | Itaitinga            | Pau                 |          |
| A        | Patrick Luan         | Kriens              |          |
| D        | Gilles Richard       | Sion U18            |          |
| P        | Alexandros Safarikas | Chiasso             |          |
| D        | Nathanaël Saintini   | Union Titus Pétange |          |
| A        | Filip Stojilković    | Aarau               |          |
| C        | Luca Zuffi           | Basilea             |          |

| Cessioni | Cessioni         | Cessioni       | Cessioni |
| R.       | Nome             | a              | Modalità |
| -------- | ---------------- | -------------- | -------- |
| D        | Léo Lacroix      | Western United |          |
| A        | Roberts Uldriķis | Cambuur        |          |
| C        | André Edgar      | Bellinzona     |          |
| C        | Christian Zock   | Yverdon        |          |
| A        | Patrick Luan     | Örebro         |          |
| A        | Aimery Pinga     | Virton         |          |
| D        | Ayoub Abdellaoui | Al-Ettifaq     |          |
| P        | Damien Buchard   | Yverdon        |          |
| C        | Luca Clemenza    | Juventus II    |          |
| D        | Noah Lovisa      | Winterthur     |          |
| A        | Ľubomír Tupta    | Slovan Liberec |          |
| D        | Nikita Vlasenko  | Juventus II    |          |

### Sessione invernale
| Acquisti | Acquisti | Acquisti | Acquisti |
| R.       | Nome     | da       | Modalità |
| -------- | -------- | -------- | -------- |

| Cessioni | Cessioni          | Cessioni        | Cessioni |
| R.       | Nome              | a               | Modalità |
| -------- | ----------------- | --------------- | -------- |
| D        | Mattias Andersson | Randers         |          |
| A        | Jared Khasa       | Pau             |          |
| A        | Gonzalo Carneiro  | Liverpool       |          |
| D        | Jean Ruiz         | Boulogne        |          |
| A        | Yamato Wakatsuki  | Shonan Bellmare |          |

## Risultati

### Super League

#### Prima fase, girone di andata
| Arbitro: | Piccolo |

|           |           |                    |
| Ndoye 90’ | Marcatori | 31’ Imeri 53’ Kyei |

| Arbitro: | San |

|                                                                     |           |                        |
| Kasami 4’ López 15’ Cömert 21’ Esposito 42’ Cabral 44’ Zhegrova 55’ | Marcatori | 89’ (rig.) Stojilković |

| Arbitro: | Horisberger |

|                  |           |  |
| Grgić 24’ (rig.) | Marcatori |  |

| Arbitro: | Fähndrich |

|               |           |            |
| Lüchinger 63’ | Marcatori | 90’ Hoarau |

| Arbitro: | Schnyder |

|                                 |           |                         |
| Bua 33’ Cavaré 66’ Berdayes 90’ | Marcatori | 36’ Bottani 90’ Hajrizi |

| Arbitro: | San |

|           |           |            |
| Mahou 45’ | Marcatori | 73’ Hoarau |

| Arbitro: | San |

|            |           |                  |
| Hoarau 42’ | Marcatori | 82’ (rig.) Emini |

| Arbitro: | Piccolo |

|                         |           |           |
| Sène 24’, 49’ Bolla 30’ | Marcatori | 90’ Zuffi |

| Arbitro: | Bieri |

|                                                   |           |                                  |
| Ceesay 3’, 48’, 72’, 90’ Marchesano 76’ Gogia 87’ | Marcatori | 33’ Stojilković 63’ (aut.) Aliti |

#### Prima fase, girone di ritorno
| Arbitro: | Cibelli |

|  |           |              |
|  | Marcatori | 90’ Zhegrova |

| Arbitro: | Schärer |

|          |           |                                 |
| Kyei 90’ | Marcatori | 4’ Stojilković 58’ (aut.) Sasso |

| Arbitro: | Dudic |

|           |           |                               |
| Grgić 47’ | Marcatori | 32’ Kawabe 44’ Sène 78’ Diani |

| Arbitro: | Bieri |

|  |           |               |
|  | Marcatori | 71’ Itaitinga |

| Arbitro: | Piccolo |

|  |           |              |
|  | Marcatori | 32’ Guerrero |

| Arbitro: | Horisberger |

|                                 |           |           |
| Stojilković 39’ Wesley 62’, 64’ | Marcatori | 23’ Youan |

| Arbitro: | Staubli |

|                             |           |  |
| Bottani 40’ Facchinetti 44’ | Marcatori |  |

| Arbitro: | Jaccottet |

|                                                  |           |                                     |
| Kanga 25’, 80’ Ngamaleu 60’ (rig.) Sulejmani 61’ | Marcatori | 3’ Ndoye 16’ Stojilković 90’ Cavaré |

| Arbitro: | Schnyder |

|                             |           |  |
| Brown 58’ (aut.) Cavaré 76’ | Marcatori |  |

#### Seconda fase, girone di andata
| Arbitro: | Bieri |

|                              |           |  |
| Bamert 29’ Loosli 69’ (aut.) | Marcatori |  |

| Arbitro: | Piccolo |

|                                  |           |                                     |
| Stocker 23’ Ndoye 35’ Millar 69’ | Marcatori | 11’ Itaitinga 56’, 83’ (rig.) Grgić |

| Arbitro: | Bieri |

|              |           |  |
| Abubakar 57’ | Marcatori |  |

| Arbitro: | San |

|            |           |                       |
| Wesley 62’ | Marcatori | 90’ (rig.) Marchesano |

| Arbitro: | Bieri |

|                                       |           |                 |
| Wesley 21’ (aut.) Rieder 57’ Elia 88’ | Marcatori | 56’ Stojilković |

| Arbitro: | Piccolo |

|            |           |  |
| Batata 63’ | Marcatori |  |

| Arbitro: | Schnyder |

|              |           |                 |
| Schubert 45’ | Marcatori | 53’ Stojilković |

| Arbitro: | Wolfensberger |

|  |           |                                       |
|  | Marcatori | 42’ Facchinetti 46’ Bottani 60’ Celar |

| Arbitro: | Horisberger |

|                      |           |                 |
| Cognat 25’ Imeri 44’ | Marcatori | 33’ Stojilković |

#### Seconda fase, girone di ritorno
| Arbitro: | Wolfensberger |

|  |           |                                              |
|  | Marcatori | 26’ (rig.) Ruiz 30’ Guillemenot 59’ von Moos |

| Arbitro: | Cibelli |

|            |           |                                  |
| Lovrić 72’ | Marcatori | 42’ Batata 44’ Cavaré 84’ Karlen |

| Sion 18 aprile 2022, ore 16:30 CEST 30ª giornata | Sion        | 0 – 0 referto | Basilea | Stade Tourbillon (9 800 spett.)\| Arbitro: \| Horisberger \| |
| Arbitro:                                         | Horisberger |               |         |                                                              |

| Arbitro: | Bieri |

|                                              |           |            |
| Ceesay 2’ Rohner 9’ Aliti 50’ Tosin 72’, 77’ | Marcatori | 32’ Cavaré |

| Arbitro: | Piccolo |

|                 |           |                                  |
| Stojilković 81’ | Marcatori | 65’ Sierro 90’ (rig.) Siebatcheu |

| Arbitro: | Schnyder |

|  |           |                 |
|  | Marcatori | 70’ Stojilković |

| Arbitro: | Schärer |

|                  |           |                                  |
| Grgić 87’ (rig.) | Marcatori | 44’ Sorgić 57’ Schulz 72’ Dräger |

| Arbitro: | San |

|                         |           |                              |
| Fickentscher 82’ (aut.) | Marcatori | 32’ (rig.), 90’ (rig.) Grgić |

| Arbitro: | Schnyder |

|                                          |           |                                           |
| Stojilković 26’ Itaitinga 78’ Karlen 85’ | Marcatori | 52’ Antunes 54’ Bedia 68’ (rig.) Cespedes |

### Coppa Svizzera
| Arbitro: | Huwiler |

|  |           |                                        |
|  | Marcatori | 4’ Stojilković 37’ Karlen 75’ Uldriķis |

| Arbitro: | Cibelli |

|                                            |           |  |
| Chader 13’ Hadji 36’ Ajdini 49’ Bayard 89’ | Marcatori |  |

## Statistiche

### Statistiche di squadra
| Competizione   | Punti | In casa | In casa | In casa | In casa | In casa | In casa | In trasferta | In trasferta | In trasferta | In trasferta | In trasferta | In trasferta | Totale | Totale | Totale | Totale | Totale | Totale | DR  |
| Competizione   | Punti | G       | V       | N       | P       | Gf      | Gs      | G            | V            | N            | P            | Gf           | Gs           | G      | V      | N      | P      | Gf     | Gs     | DR  |
| -------------- | ----- | ------- | ------- | ------- | ------- | ------- | ------- | ------------ | ------------ | ------------ | ------------ | ------------ | ------------ | ------ | ------ | ------ | ------ | ------ | ------ | --- |
| Super League   | 41    | 18      | 6       | 4       | 8       | 21      | 26      | 18           | 5            | 4            | 9            | 25           | 41           | 36     | 11     | 8      | 17     | 46     | 67     | -21 |
| Coppa Svizzera | -     | 0       | 0       | 0       | 0       | 0       | 0       | 2            | 1            | 0            | 1            | 3            | 4            | 2      | 1      | 0      | 1      | 3      | 4      | -1  |
| Totale         | 41    | 18      | 6       | 4       | 8       | 21      | 26      | 20           | 6            | 4            | 10           | 28           | 45           | 38     | 12     | 8      | 18     | 49     | 71     | -22 |

### Andamento in campionato
| Giornata  | 1 | 2  | 3 | 4 | 5 | 6 | 7 | 8 | 9 | 10 | 11 | 12 | 13 | 14 | 15 | 16 | 17 | 18 | 19 | 20 | 21 | 22 | 23 | 24 | 25 | 26 | 27 | 28 | 29 | 30 | 31 | 32 | 33 | 34 | 35 | 36 |
| --------- | - | -- | - | - | - | - | - | - | - | -- | -- | -- | -- | -- | -- | -- | -- | -- | -- | -- | -- | -- | -- | -- | -- | -- | -- | -- | -- | -- | -- | -- | -- | -- | -- | -- |
| Luogo     | C | T  | C | T | C | T | C | T | T | C  | T  | C  | T  | C  | C  | T  | T  | C  | C  | T  | T  | C  | T  | C  | T  | C  | T  | C  | T  | C  | T  | C  | T  | C  | T  | C  |
| Risultato | P | P  | V | N | V | N | N | P | P | P  | V  | P  | V  | P  | V  | P  | P  | V  | V  | N  | P  | N  | P  | V  | N  | P  | P  | P  | V  | N  | P  | P  | V  | P  | V  | N  |
| Posizione | 7 | 10 | 7 | 8 | 5 | 5 | 5 | 7 | 7 | 8  | 7  | 8  | 7  | 8  | 7  | 7  | 7  | 7  | 6  | 6  | 7  | 8  | 8  | 7  | 7  | 7  | 7  | 7  | 7  | 7  | 8  | 8  | 7  | 8  | 8  | 7  |

Legenda:

Luogo: C = Casa; T = Trasferta. Risultato: V = Vittoria; N = Pareggio; P = Sconfitta.

### Statistiche dei giocatori
| Giocatore       | Super League | Super League | Super League | Super League | Coppa Svizzera | Coppa Svizzera | Coppa Svizzera | Coppa Svizzera | Totale   | Totale | Totale      | Totale     |
| Giocatore       | Presenze     | Reti         | Ammonizioni  | Espulsioni   | Presenze       | Reti           | Ammonizioni    | Espulsioni     | Presenze | Reti   | Ammonizioni | Espulsioni |
| --------------- | ------------ | ------------ | ------------ | ------------ | -------------- | -------------- | -------------- | -------------- | -------- | ------ | ----------- | ---------- |
| A. Abdellaoui   | 0            | 0            | 0            | 0            | 0              | 0              | 0              | 0              | 0        | 0      | 0           | 0          |
| A. Adryan       | 8            | 0            | 0            | 0            | 0              | 0              | 0              | 0              | 8        | 0      | 0           | 0          |
| J. Aguilar      | 0            | 0            | 0            | 0            | 0              | 0              | 0              | 0              | 0        | 0      | 0           | 0          |
| M. Andersson    | 0            | 0            | 0            | 0            | 0              | 0              | 0              | 0              | 0        | 0      | 0           | 0          |
| M. Araz         | 11           | 0            | 0            | 0            | 1              | 0              | 0              | 0              | 12       | 0      | 0           | 0          |
| B. Batata       | 25           | 2            | 6            | 2            | 1              | 0              | 0              | 0              | 26       | 2      | 6           | 2          |
| J. Bamert       | 23           | 1            | 7            | 0            | 1              | 0              | 1              | 0              | 24       | 1      | 8           | 0          |
| L. Benito       | 13           | 0            | 4            | 0            | 0              | 0              | 0              | 0              | 13       | 0      | 4           | 0          |
| G. Berardi      | 9            | 0            | 2            | 0            | 0              | 0              | 0              | 0              | 9        | 0      | 2           | 0          |
| T. Berdayes     | 8            | 1            | 0            | 0            | 2              | 0              | 0              | 0              | 10       | 1      | 0           | 0          |
| K. Bua          | 25           | 1            | 2            | 0            | 1              | 0              | 0              | 0              | 26       | 1      | 2           | 0          |
| D. Buchard      | 0            | 0            | 0            | 0            | 0              | 0              | 0              | 0              | 0        | 0      | 0           | 0          |
| D. Cavaré       | 31           | 5            | 7            | 0            | 1              | 0              | 1              | 0              | 32       | 5      | 8           | 0          |
| M. Cipriano     | 32           | 0            | 5            | 1            | 1              | 0              | 0              | 0              | 33       | 0      | 5           | 1          |
| L. Clemenza     | 0            | 0            | 0            | 0            | 0              | 0              | 0              | 0              | 0        | 0      | 0           | 0          |
| S. Dié          | 10           | 0            | 4            | 0            | 1              | 0              | 0              | 0              | 11       | 0      | 4           | 0          |
| S. Doldur       | 0            | 0            | 0            | 0            | 0              | 0              | 0              | 0              | 0        | 0      | 0           | 0          |
| T. Fayulu       | 7            | 0            | 1            | 0            | 1              | 0              | 0              | 0              | 8        | 0      | 1           | 0          |
| K. Fickentscher | 29           | 0            | 3            | 0            | 1              | 0              | 0              | 0              | 30       | 0      | 3           | 0          |
| A. Gloor        | 0            | 0            | 0            | 0            | 0              | 0              | 0              | 0              | 0        | 0      | 0           | 0          |
| A. Grgić        | 30           | 7            | 8            | 0            | 2              | 0              | 0              | 0              | 32       | 7      | 8           | 0          |
| G. Hoarau       | 8            | 3            | 0            | 0            | 1              | 0              | 0              | 0              | 9        | 3      | 0           | 0          |
| D. Iapichino    | 1            | 0            | 0            | 0            | 1              | 0              | 0              | 0              | 2        | 0      | 0           | 0          |
| I. Itaitinga    | 24           | 3            | 3            | 0            | 1              | 0              | 0              | 0              | 25       | 3      | 3           | 0          |
| A. Kabashi      | 7            | 0            | 2            | 0            | 0              | 0              | 0              | 0              | 7        | 0      | 2           | 0          |
| G. Karlen       | 21           | 2            | 2            | 0            | 2              | 1              | 0              | 0              | 23       | 3      | 2           | 0          |
| K. Keïta        | 6            | 0            | 1            | 0            | 1              | 0              | 0              | 0              | 7        | 0      | 1           | 0          |
| J. Khasa        | 0            | 0            | 0            | 0            | 0              | 0              | 0              | 0              | 0        | 0      | 0           | 0          |
| L. Lacroix      | 2            | 0            | 1            | 0            | 0              | 0              | 0              | 0              | 2        | 0      | 1           | 0          |
| N. Lovisa       | 0            | 0            | 0            | 0            | 0              | 0              | 0              | 0              | 0        | 0      | 0           | 0          |
| P. Luan         | 0            | 0            | 0            | 0            | 0              | 0              | 0              | 0              | 0        | 0      | 0           | 0          |
| N. M'Sa         | 0            | 0            | 0            | 0            | 0              | 0              | 0              | 0              | 0        | 0      | 0           | 0          |
| I. Martić       | 2            | 0            | 0            | 0            | 0              | 0              | 0              | 0              | 2        | 0      | 0           | 0          |
| B. Ndoye        | 31           | 2            | 5            | 0            | 0              | 0              | 0              | 0              | 31       | 2      | 5           | 0          |
| A. Pinga        | 0            | 0            | 0            | 0            | 0              | 0              | 0              | 0              | 0        | 0      | 0           | 0          |
| G. Richard      | 0            | 0            | 0            | 0            | 0              | 0              | 0              | 0              | 0        | 0      | 0           | 0          |
| M. Rodrigues    | 0            | 0            | 0            | 0            | 0              | 0              | 0              | 0              | 0        | 0      | 0           | 0          |
| J. Ruiz         | 1            | 0            | 0            | 0            | 1              | 0              | 0              | 0              | 2        | 0      | 0           | 0          |
| A. Safarikas    | 0            | 0            | 0            | 0            | 0              | 0              | 0              | 0              | 0        | 0      | 0           | 0          |
| N. Saintini     | 20           | 0            | 4            | 0            | 2              | 0              | 0              | 0              | 22       | 0      | 4           | 0          |
| J. Schmied      | 6            | 0            | 1            | 0            | 1              | 0              | 0              | 0              | 7        | 0      | 1           | 0          |
| G. Sio          | 9            | 0            | 4            | 0            | 0              | 0              | 0              | 0              | 9        | 0      | 4           | 0          |
| F. Stojilković  | 35           | 11           | 4            | 0            | 2              | 1              | 0              | 0              | 37       | 12     | 4           | 0          |
| S. Theler       | 5            | 0            | 0            | 0            | 1              | 0              | 0              | 0              | 6        | 0      | 0           | 0          |
| M. Tosetti      | 18           | 0            | 0            | 0            | 2              | 0              | 0              | 0              | 20       | 0      | 0           | 0          |
| Ľ. Tupta        | 0            | 0            | 0            | 0            | 0              | 0              | 0              | 0              | 0        | 0      | 0           | 0          |
| R. Uldriķis     | 3            | 0            | 0            | 0            | 1              | 1              | 0              | 0              | 4        | 1      | 0           | 0          |
| V. Vagner       | 3            | 0            | 0            | 0            | 0              | 0              | 0              | 0              | 3        | 0      | 0           | 0          |
| N. Vlasenko     | 0            | 0            | 0            | 0            | 0              | 0              | 0              | 0              | 0        | 0      | 0           | 0          |
| Y. Wakatsuki    | 0            | 0            | 0            | 0            | 1              | 0              | 0              | 0              | 1        | 0      | 0           | 0          |